# Christopher Chadman
Christopher Chadman (New York, 1948 – New York, 30 aprile 1995) è stato un ballerino, coreografo e attore statunitense.

## Biografia
Iniziò la sua carriera come ballerino di fila e interpreti di ruoli minori a Broadway, in musical come: Darling of the Day (1968), Billy (1969), Jimmy (1969), The Rothschilds (1970), Applause (1970), Pippin (1972), Chicago (1975), A Chorus Line (1975) e Rockabye Hamlet (1976). Nel 1976 ottiene un certo successo per la sua performance nel ruolo del protagonista Joey nel revival del musical Pal Joey con Joan Copeland; ad esso sono seguiti Dancin' nel 1978 e il flop The Moony Shapiro Songbook nel 1981.
Nel 1978 cominciò a lavorare come co-coreografo per il musical Dancin' a Broadway. Nel 1983 coreografò da solo il musical Merlin, con Chita Rivera e Nathan Lane, a cui seguì un acclamato revival di Guys and Dolls con Nathan Lane e Faith Prince. Per le sue coreografie di Guys and Dolls fu candidato all'Outer Critics Circle Award, al Drama Desk Award e al Tony Award alla miglior coreografia.
Morì per conseguenze legate all'AIDS nel 1995 a 47 anni.

## Filmografia
- Flamingo Kid (The Flamingo Kid), regia di Garry Marshall (1984)
- I Muppet alla conquista di Broadway (The Muppets Take Manhattan), regia di Frank Oz (1984)
- Storie di amori e infedeltà (Scenes from a Mall), regia di Paul Mazursky (1991)